# Rassemblement des écologistes du Sénégal - Les Verts
Le Rassemblement des écologistes du Sénégal - Les Verts (RES) est un parti politique sénégalais, créé en 1999, et dirigé par Ousmane Sow Huchard, anthropologue et musicologue, élu député en 2007.

## Histoire
Il a été créé officiellement le 10 août 1999 à Thiès et fait partie de la Fédération des Verts Africains (FPEA).
Lors des élections législatives de 2001, scrutin proportionnel, le RES a recueilli 10 546 voix, soit 0,56 %, mais n'a obtenu aucun siège à l'Assemblée nationale.
Le RES a décidé de ne soutenir aucun candidat à l’élection présidentielle du 25 février 2007, car aucun ne correspondait « aux valeurs qui fondent le combat mené au nom de la citoyenneté active, de l'éco-citoyenneté, de la démocratie participative et du budget participatif. »
Le Rassemblement des écologistes du Sénégal–Les Verts a présenté aux élections législatives du 3 juin 2007 une liste nationale au scrutin proportionnel conduite par Ousmane Sow Huchard et sept listes départementales au scrutin majoritaire à Dakar, Guédiawaye, Pikine, Rufisque, Bignona, Oussouye et Ziguinchor.

## Orientation
Le RES a pour objectifs « de promouvoir l'écologie politique au Sénégal, en Afrique et dans le monde et de contribuer à une nouvelle citoyenneté dans le cadre d'une économie alternative et de solidarité ».

## Symboles
Sa couleur est le vert, son symbole est un rectangle vert frappé en son milieu d'un cercle de couleur or.

## Organisation
Son siège se trouve à Thiès.